# Wurzeralm (Spital am Pyhrn)

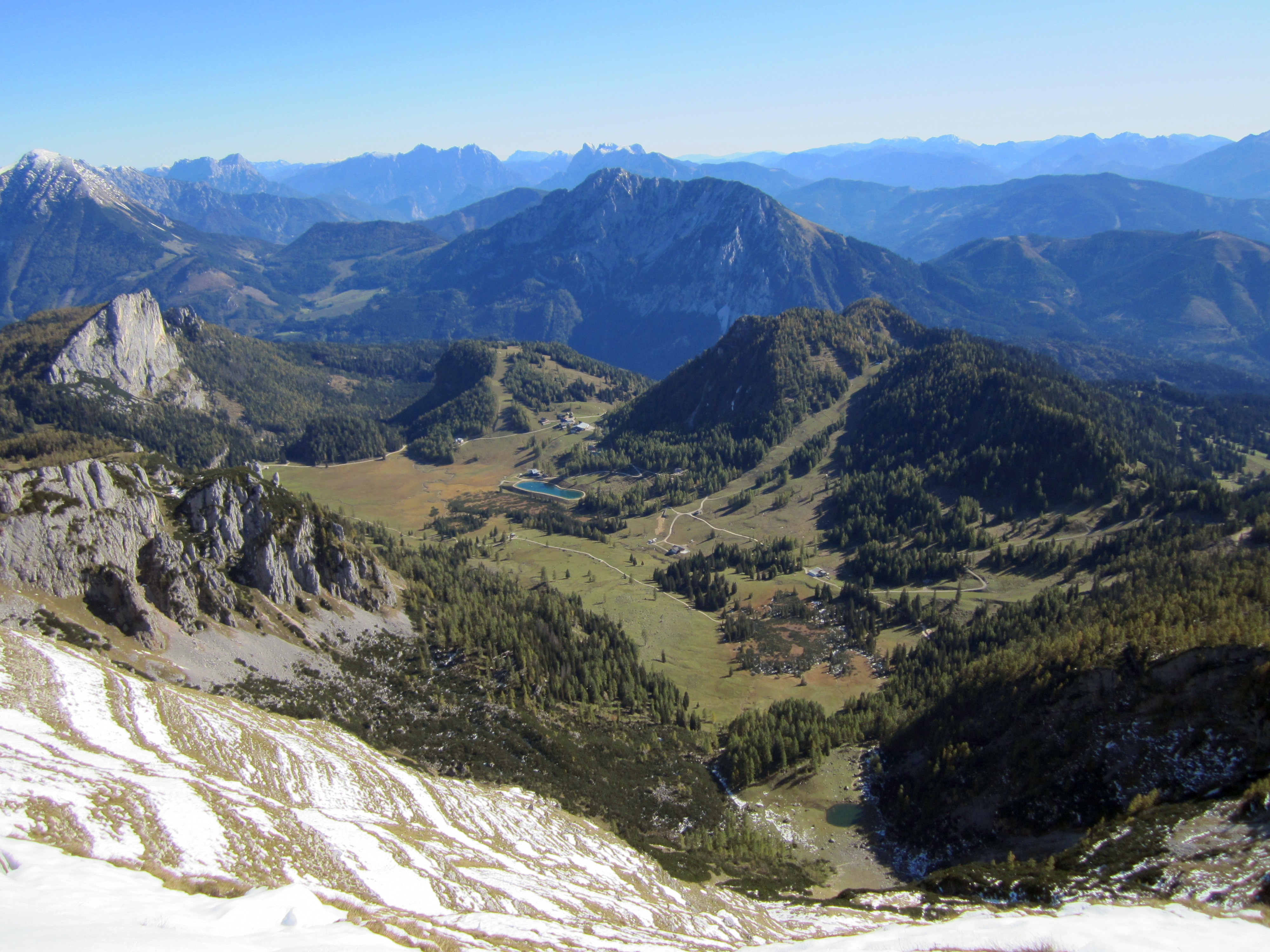
Die Wurzeralm vom Toten Mann aus gesehen

Die Wurzeralm ist eine Alm in Oberösterreich im südwestlichen Teil der Gemeinde Spital am Pyhrn. Sie befindet sich durchschnittlich auf 1.400 m Seehöhe. Die Gesamtfläche beträgt 275 Hektar, davon sind 96 Hektar Weidefläche.
Sie ist durch die 1978 errichtete und später umgebaute Standseilbahn Wurzeralmbahn erschlossen und wird im Sommer als auch im Winter touristisch genutzt. Rund um die Bergstation der Standseilbahn gibt es neben zwei Sesselbahnen auch einige Schlepplifte. Nahe der Seilbahn liegen auch das Landes-Jugendhaus Wurzeralm des Landes Oberösterreich und das Linzer Haus, eine Alpenvereinshütte. Die Vermarktung erfolgt heute gemeinsam mit dem Gebiet Hinterstoder als HiWu. Entlang der Trasse der Standseilbahn wurde ein Trail für Downhill-Mountainbiking errichtet.
Der Bereich zwischen Warscheneck im Westen und Stubwieswipfel im Osten ist als Naturschutzgebiet bzw. Landschaftsschutzgebiet Warscheneck-Süd–Wurzeralm (OÖ lsg08) ausgewiesen und umfasst 257,59 ha.

## Geologie

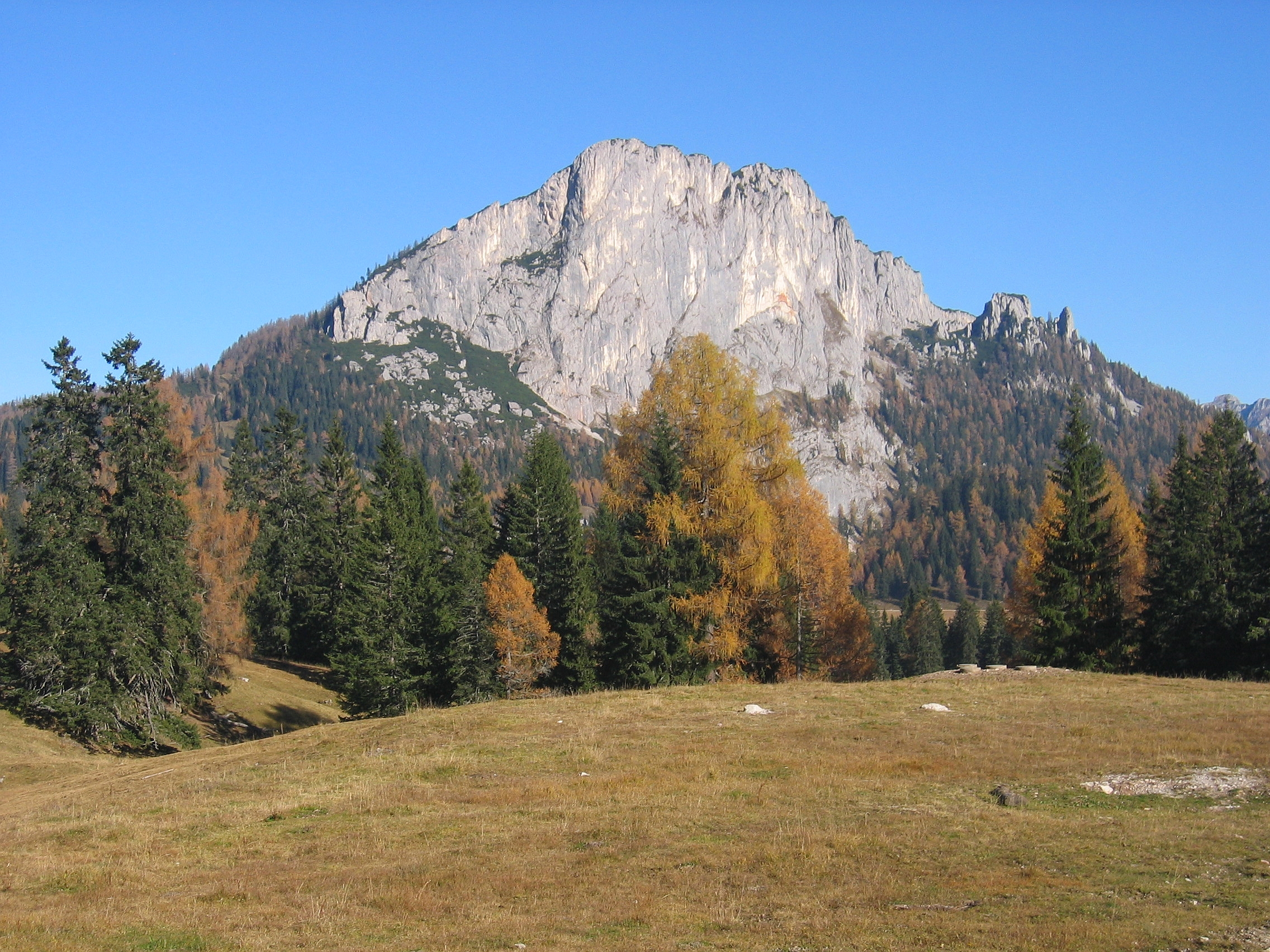
Die 250 m senkrecht abfallende Südwestwand des Stubwieswipfel

Die Berge Warscheneck und Toter Mann im Westen bestehen aus etwa 200 Millionen Jahre altem Dachsteinkalk, der im Osten gelegene Stubwieswipfel aus jüngerem, etwa 140 Millionen Jahre alten Plassenkalk. Der Teichlboden befindet sich in einer Großdoline (Polje), wo weiche Gesteine wie Tonschiefer und Gips vorherrschen. Die Gletscher, vom Brunnsteinerkar herabkommend, die diese Mulde ausgeschürft und mit Moränenschutt ausgefüllt haben, hinterließen vor 9.000 Jahren einen Schmelzwassersee, der zusätzlich durch Werfener Schichten abgedichtet wurde. Dieser begann vor etwa 5.000 Jahren zu verlanden und es entwickelten sich stark vermoorte Gebiete.
Im Brunnsteinersee im Westen entspringt die Teichl, die hier nicht oberflächlich abfließt, sondern erst bei den Filzmösern wieder zum Vorschein kommt. In Mäandern windet sie sich durch den Teichlboden, um in der sogenannten Teichlschwind wieder im Karst zu verschwinden. In der Höhle Rollende Lueg hört man noch tief im Untergrund den Bach fließen. In der Nähe der Talstation der Standseilbahn tritt sie in der Großquelle Teichlursprung dann endgültig zu Tage.
Eingefärbtes Wasser zeigte, dass ein Teil im Teichlursprung wieder erscheint, jedoch auch in vielen anderen Quellen, was durch ein Netz von Spalten, Klüften und Schlünden im verkarsteten Kalkgestein erklärt wird.

## Flora

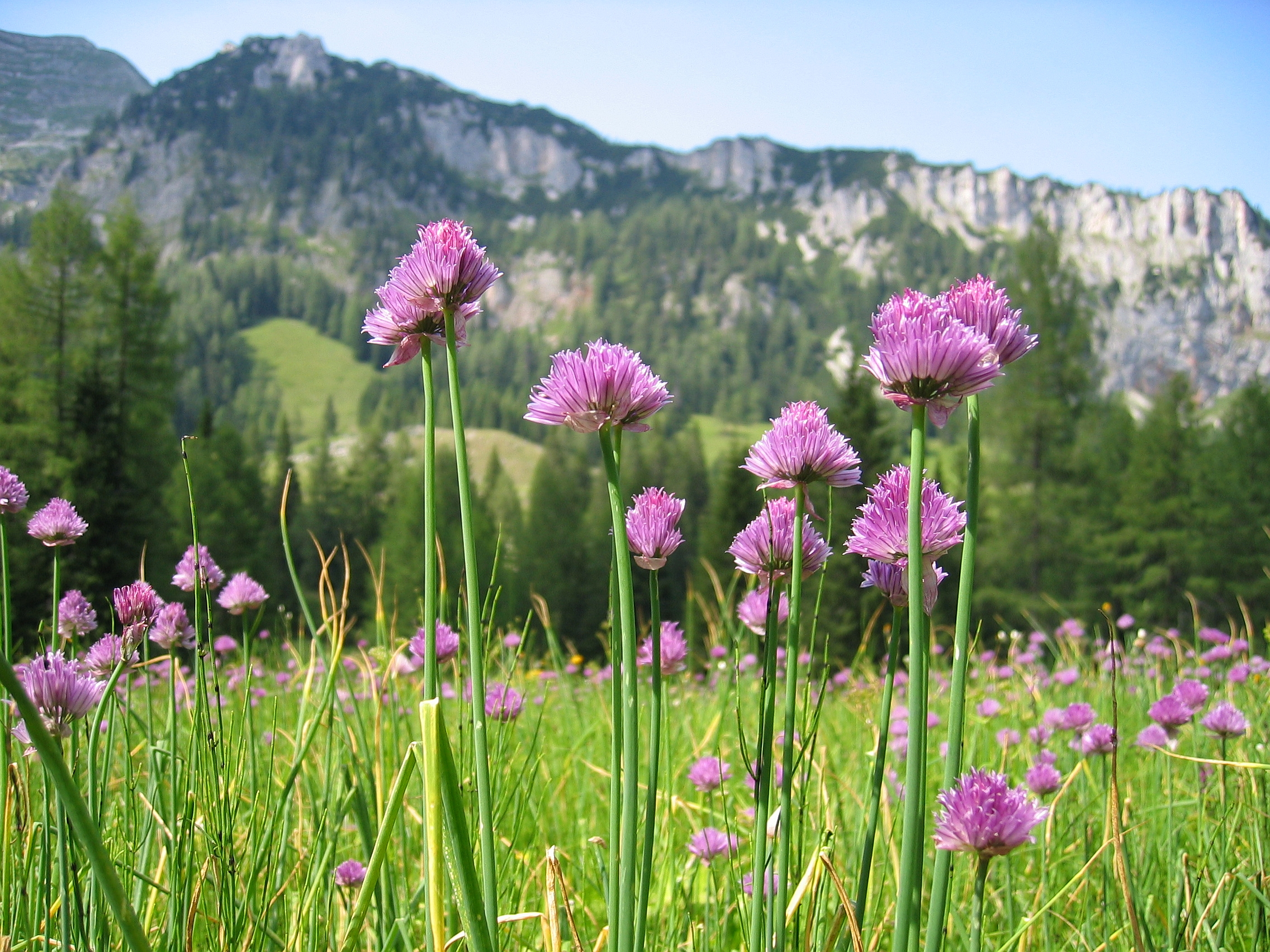
Blühender Alpen-Schnittlauch auf der Wurzeralm

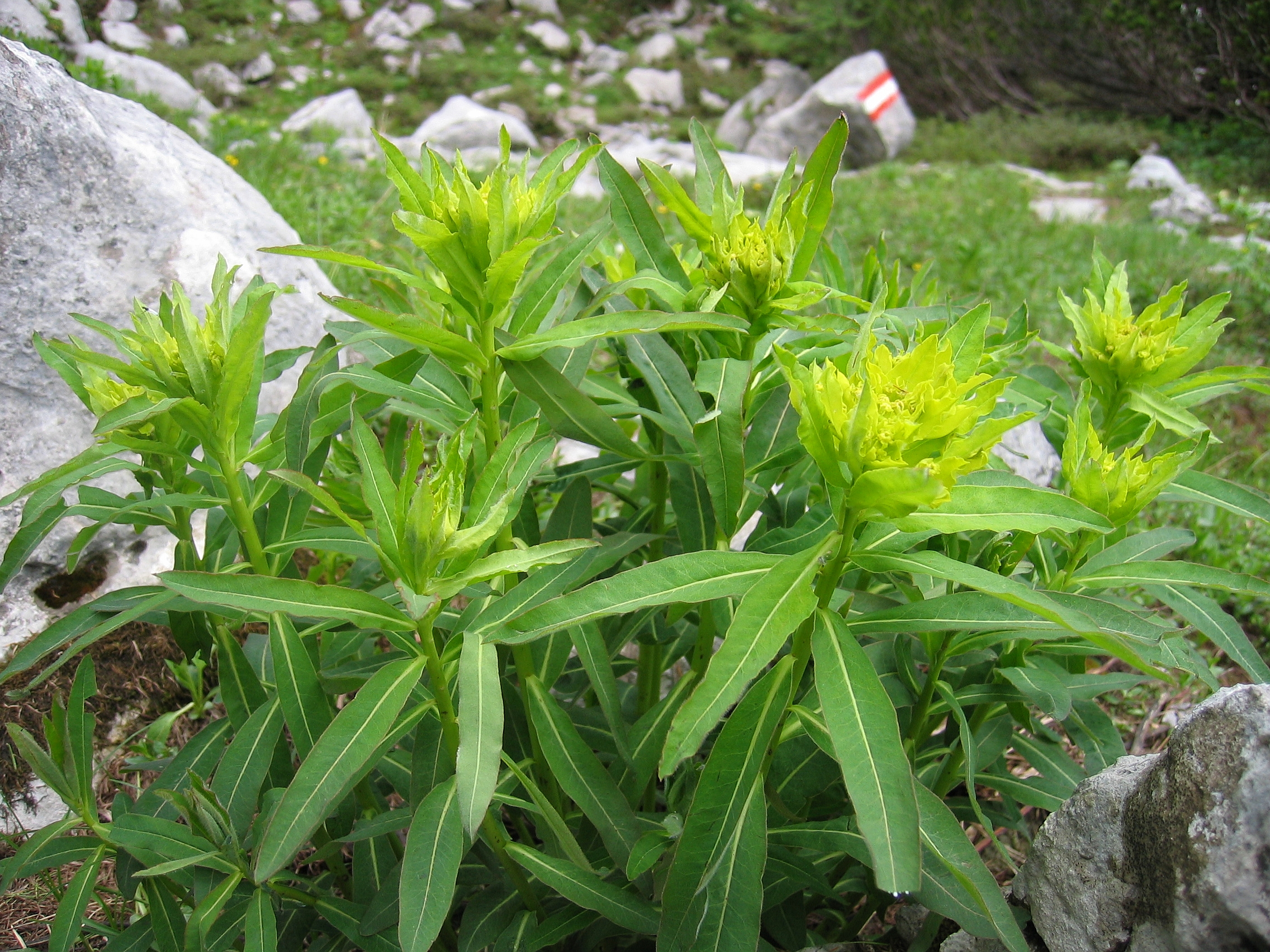
Österreichische Wolfsmilch (Euphorbia austriaca) auf der Wurzeralm

Die Wurzeralm zeichnet sich durch eine große Biotopenvielfalt (Feuchtwiesen, Moorgebiete, Zwergstrauchheide, Nadelwald und Almweide) und eine besonders vielfältige Vegetation aus.
Das Untere und Obere Filzmoos sind zwei Latschenhochmoore, die als die höchstgelegenen der Nordalpen gelten. Der Anteil der Latschen (Pinus mugo) beträgt etwa 50 Prozent, der Rest wird von Kleinseggenriedern in Anspruch genommen. Helmut Gams rechnete sie deshalb zu den wertvollsten des gesamten Ostalpenraumes. Hier gedeihen unter anderem Rasenbinse (Trichophorum cespitosum), Schlamm-Segge (Carex limosa), Gewöhnliche Moosbeere (Vaccinium oxycoccos), Blumenbinse (Scheuchzeria palustris), Wenigblütige Segge (Carex pauciflora). Auch seltene Moose wie Sphagnum compactum, Cinclidium stygium und Calliergon trifarium.
Bemerkenswert ist auch ein Massenvorkommen des Ende Juli blühenden Alpen-Schnittlauchs (Allium schoenoprasum ssp. sibiricum), der Charakterpflanze der Feuchtweiden dieses Gebietes. Dies wurde schon 1832 als gleich „Rosengirlanden eingefasste Bächlein“ erwähnt. Einen Monat früher blühen auf den gleichen Flächen Trollblume (Trollius europaeus) und Eisenhutblättriger Hahnenfuß (Ranunculus aconitifolius) in großen Beständen.
Der Teichlboden wird von einem landschaftsprägenden Lärchen-Fichtenwald umgeben. Die Lärchenbestände sind hierbei durch Aushieb der Schattenbaumarten und Nutzung als Weidefläche entstanden. Im Unterwuchs gedeiht hier die Bewimperte Alpenrose (Rhododendron hirsutum).

## Fauna
Besondere Bedeutung hat der Brunnsteinersee für Amphibien. Hier versammeln sich viele Grasfrösche (Rana temporaria) zur Paarung und zur Laichablage. Da der See oft sehr lange mit den Schneemassen von Lawinen bedeckt ist, erfolgt die Eiablage erst im Juli, wodurch die Kaulquappen oft nicht mehr im selben Jahr zur Metamorphose gelangen, sondern im Wasser überwintern müssen. Weiter sind auch Bergmolch (Triturus alpestris) und in der Umgebung der terrestrisch lebende Alpensalamander (Salamandra atra) häufig anzutreffen.

## Historisches
1950 wurden im Gebiet In der Höll geritzte Felszeichnungen mit menschen- und tierförmigen Motiven entdeckt, frühestens aus dem Mittelalter stammend.
Durch die ausgiebigen Schneefälle, die es nach der Nuklearkatastrophe von Tschernobyl gab, gilt die Wurzeralm als einer der radioaktiv (137Cs) belastetsten Gebiete Österreichs. Daher ist vom Pilze sammeln nach wie vor abzuraten.